# Нено Шумков
Нено Петков Шумков е български юрист и общественик.

## Биография
Роден е на 2 октомври 1903 г. в Габрово. Завършва Априловската гимназия през 1923 г., а в 1927 г. Юридическия факултет на Софийския университет. От 1931 до 1934 г. е главен секретар на МВРИ и частен секретар на министър-председателя Никола Мушанов. От 1934 до 1948 г. упражнява частна практика. От 1949 до 1953 е интерниран в ТВО Белене. през 1953 г. са възстановени всичките му права и е назначен като юрист в Главно управление на пътищата, където работи до 1969 г. Умира през 1973 г.
Личният му архив се съхранява във фонд 1491К в Централен държавен архив. Той се състои от 29 архивни единици от периода 1879 – 1980 г.